# Boca de Sábalos
Boca de Sábalos, med  805 invånare (2005), är centralorten i kommunen El Castillo i departementet Río San Juan, Nicaragua. Den ligger i den södra delen av landet, fyra kilometer från gränsen till Costa Rica, där floden Sábalos rinner ut i den större San Juan floden. Ortens namn betyder Sábalos mynning.